# Лисогірка (Закупненська селищна громада)
Лисогі́рка — село в Україні, у Закупненській селищній громаді Кам'янець-Подільського району Хмельницької області.

## Географія
Лисогірка розташована серед лісів, на захід від села Вівся.

### Клімат
Село знаходяться в межах вологого континентального клімату із теплим літом.

## Історія
З 1991 року в складі незалежної України.
12 червня 2020 року шляхом об'єднання сільських рад, село увійшло до складу Закупненської селищної громади.
17 липня 2020 року, в результаті адміністративно-територіальної реформи та ліквідації Чемеровецького району, село увійшло до складу Кам'янець-Подільського району.

## Населення
Населення села Лисогірка становить 112 осіб на 2001 рік.

### Мова
У селі поширені західноподільська говірка та південноподільська говірка, що відносяться до подільського говору, який належить до південно-західного наріччя.
Розподіл населення за рідною мовою за даними перепису 2001 року:
| Мова       | Відсоток |
| ---------- | -------- |
| українська | 98,21%   |
| російська  | 1,79%    |

## Природоохоронні території
Село лежить у межах національного природного парку «Подільські Товтри». На захід від села у ландшафтному заказнику «Велика і Мала Бугаїха» знаходиться унікальна пам'ятка природи товтра Велика Бугаїха.

## Світлини

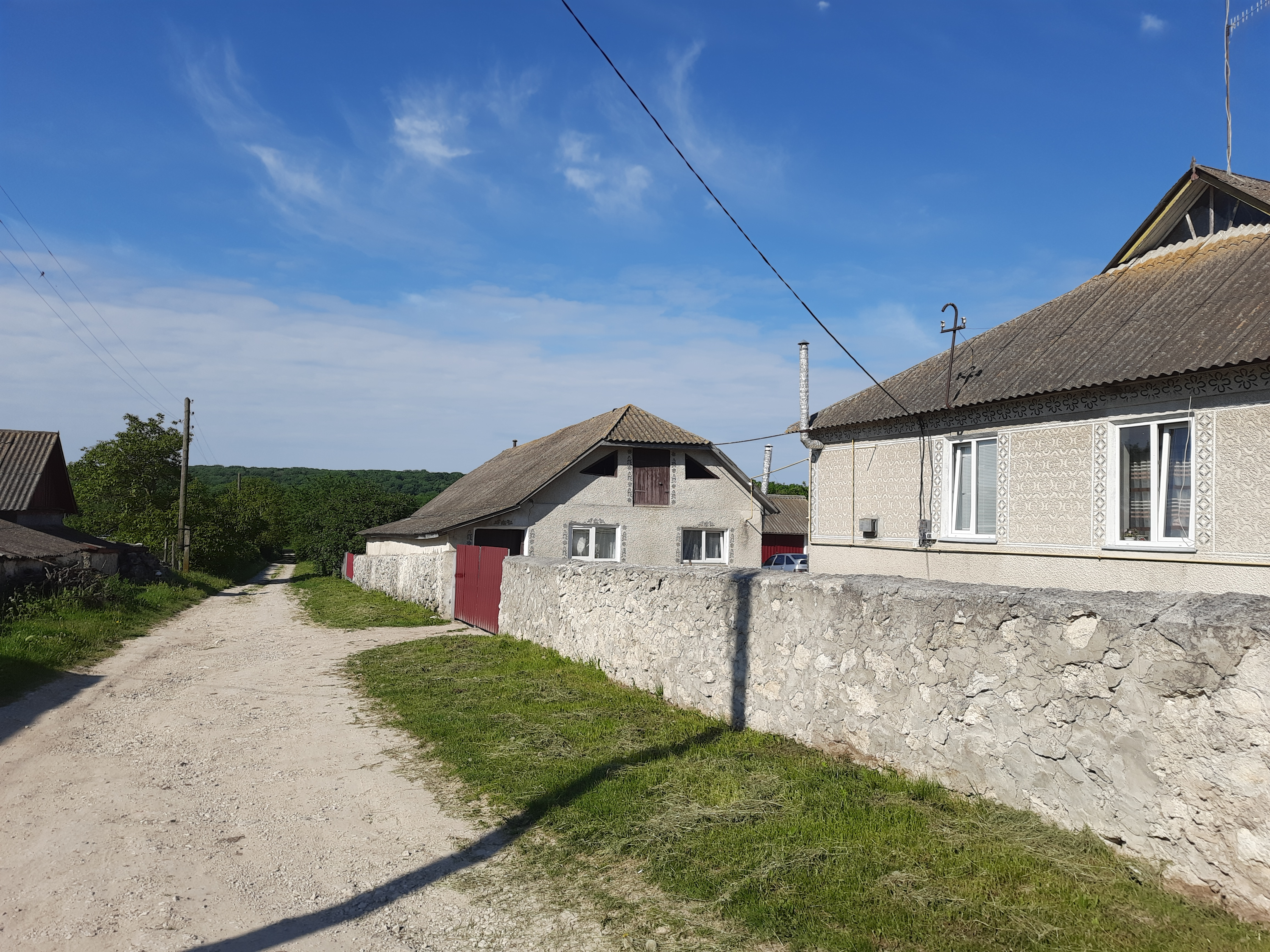
Сільська вулиця
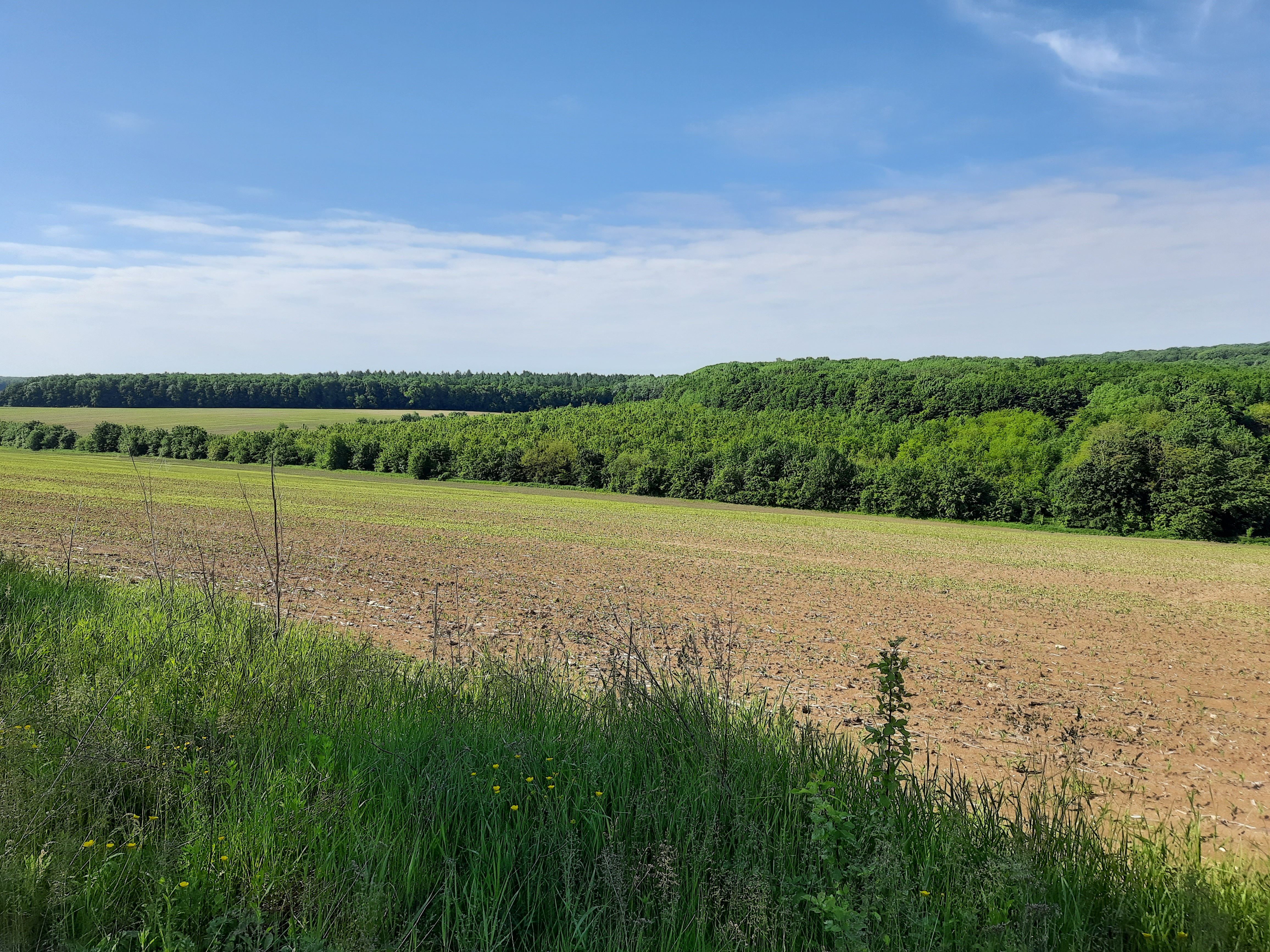
Краєвиди біля села
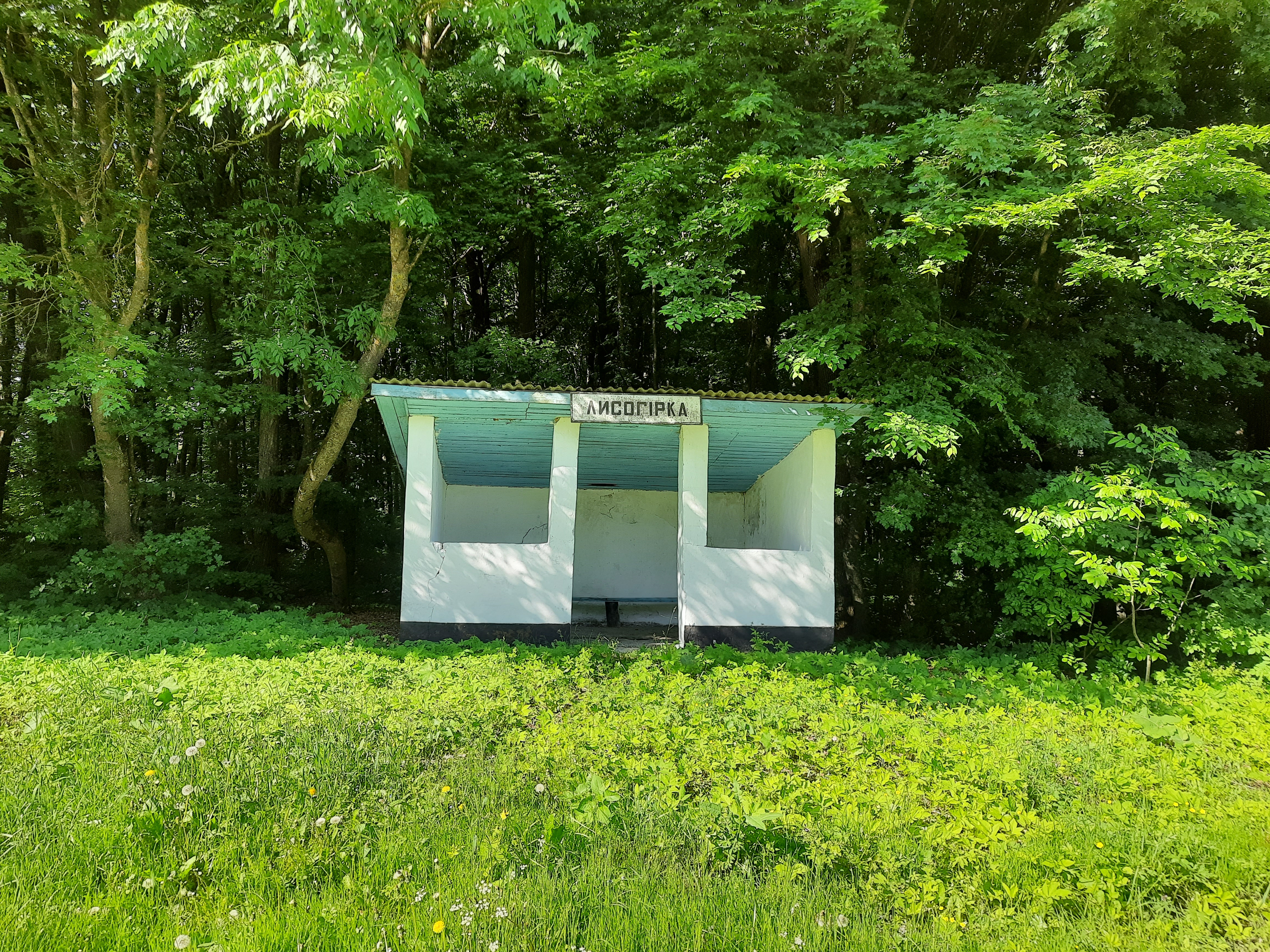
Автобусна зупинка біля села